# Ashton (Idaho)
Ashton is een plaats (city) in de Amerikaanse staat Idaho, en valt bestuurlijk gezien onder Fremont County.

## Demografie
Bij de volkstelling in 2000 werd het aantal inwoners vastgesteld op 1129.
In 2006 is het aantal inwoners door het United States Census Bureau geschat op 1092, een daling van 37 (-3,3%).

## Geografie
Volgens het United States Census Bureau beslaat de plaats een oppervlakte van
1,4 km², geheel bestaande uit land. Ashton ligt op ongeveer 1603 m boven zeeniveau.

## Plaatsen in de nabije omgeving
De onderstaande figuur toont nabijgelegen plaatsen in een straal van 28 km rond Ashton.